# El Carmen de Viboral
El Carmen de Viboral è un comune della Colombia facente parte del dipartimento di Antioquia.
Il centro abitato venne fondato da Fabián Sebastián Jiménez de Fajardo y Duque de Estrada nel 1800, mentre l'istituzione del comune è del 1814.